# Yeojaneun namja-ui miraeda
Yeojaneun namja-ui miraeda (여자는 남자의 미래다) è un film del 2004 diretto da Hong Sang-soo.